# Je loog tegen mij
Je loog tegen mij is een single van de Nederlandse popgroep Drukwerk, die in januari 1982 op Hilversum 3 de nummer 1-positie in zowel de Nederlandse Top 40 als de Nationale Hitparade bereikte en de 2e positie in de TROS Top 50.

## Oorsprong
Drukwerk was een Amsterdamse band onder leiding van Harry Slinger, die landelijke bekendheid had gekregen door het nummer Ik verveel me zo (in Amsterdam-Noord), een cover van Bob Dylans A hard rain's a gonna fall. In 1980 werd de band, als reactie op het succes, door producer Coen van Vrijberghe de Coningh gevraagd nummers te zoeken voor een demosessie bij EMI. De band kwam op de proppen met een handvol eigen nummers, vertalingen van onder andere John Lennon en twee nummers van tekstschrijver Nico van Apeldoorn en songschrijver Kaspar Peterson, twee oude kennissen van de groep.
Het nummer was in 1977 geschreven onder de titel Terug van Troje voor de alternatieve Nederlandstalige punkrockgroep Door Mekaar, waar Peterson zelf basgitaar in speelde. Drukwerk en Door Mekaar verzorgde wel samen concertjes bijvoorbeeld op Camping Zeeburg. De oorspronkelijke versie – zoals de band het live speelde – is later uitgebracht op de lp De rest. Voor de lp Voor Mekaar bouwde de band het nummer om tot een ballad in 3/4 maat en werd ook de brug van het nummer voorzien van tekst. Drukwerk schaafde van deze versie nog meer de ruwe randjes af en voegde een keyboardpartij toe. Van Apeldoorn en Peterson vonden achteraf gezien de bewerking van Drukwerk te lief (lees commercieel) geworden. Thema van het nummer is liefde en bedrog, terugvoerend op Odysseus, aldus Slinger in 2024. Drukwerk legde het vast in de Bovema Studio in Heemstede. 

## Hitstatus
EMI was zo onder de indruk van de demosessie dat deze zonder verdere aanpassingen op lp werd uitgebracht. Als eerste single werd gekozen voor een heruitgave van Ik verveel me zo, welke, voor de tweede maal, niet de hitlijsten bereikte. In april 1981 werd Je loog tegen mij gekozen als tweede single. Wederom leek de single niets te doen, maar langzamerhand kreeg de single steeds meer airplay op Hilversum 1 en Hilversum 3. Op Hilversum 3 werd de plaat veel gedraaid door dj's Tom Mulder, Ad Roland, Hugo van Gelderen en Ferry Maat op de befaamde TROS donderdag en werd een hit.
Eind december 1981 kwam de plaat de destijds drie landelijke hitlijsten op de nationale publieke popzender Hilversum 3 binnen (de Nederlandse Top 40, Nationale Hitparade en de TROS Top 50) en in januari 1982 steeg de plaat naar de nummer 1-positie in zowel de Nederlandse Top 40 als de Nationale Hitparade. In de TROS Top 50 werd de 2e positie bereikt en in de Europese hitlijst op Hilversum 3, de TROS Europarade, werd de 13e positie bereikt. 
In België bereikte de plaat de 8e positie in zowel de voorloper van de Vlaamse Ultratop 50 als de Vlaamse Radio 2 Top 30. In Wallonië werd géén notering behaald. 
Ook het album Drukwerk uit 1981 werd hierdoor een succes en bereikte de 5e positie in de Album hitlijsten. Er volgden nog twee albums van Drukwerk in hetzelfde concept, waarbij ook Van Apeldoorn en Peterson betrokken bleven als schrijvers, onder andere van de single Hee Amsterdam. Hierna werd besloten een andere koers te varen en nam de populariteit van de band af.
Sinds de allereerste editie in december 1999 staat de plaat regelmatig genoteerd in de jaarlijkse NPO Radio 2 Top 2000 van de Nederlandse publieke radiozender NPO Radio 2, met als hoogste notering een 703e positie in 1999.

## Hitnoteringen

### Nederlandse Top 40
| Hitnotering: 26-12-1981 t/m 06-03-1982 | Hitnotering: 26-12-1981 t/m 06-03-1982 | Hitnotering: 26-12-1981 t/m 06-03-1982 | Hitnotering: 26-12-1981 t/m 06-03-1982 | Hitnotering: 26-12-1981 t/m 06-03-1982 | Hitnotering: 26-12-1981 t/m 06-03-1982 | Hitnotering: 26-12-1981 t/m 06-03-1982 | Hitnotering: 26-12-1981 t/m 06-03-1982 | Hitnotering: 26-12-1981 t/m 06-03-1982 | Hitnotering: 26-12-1981 t/m 06-03-1982 | Hitnotering: 26-12-1981 t/m 06-03-1982 | Hitnotering: 26-12-1981 t/m 06-03-1982 |
| Week:                                  | 1                                      | 2                                      | 3                                      | 4                                      | 5                                      | 6                                      | 7                                      | 8                                      | 9                                      | 10                                     |                                        |
| -------------------------------------- | -------------------------------------- | -------------------------------------- | -------------------------------------- | -------------------------------------- | -------------------------------------- | -------------------------------------- | -------------------------------------- | -------------------------------------- | -------------------------------------- | -------------------------------------- | -------------------------------------- |
| Positie:                               | 24                                     | 7                                      | 2                                      | 1                                      | 1                                      | 2                                      | 2                                      | 5                                      | 14                                     | 26                                     | uit                                    |

### Nationale Hitparade
| Hitnotering: 19-12-1981 t/m 13-03-1982 | Hitnotering: 19-12-1981 t/m 13-03-1982 | Hitnotering: 19-12-1981 t/m 13-03-1982 | Hitnotering: 19-12-1981 t/m 13-03-1982 | Hitnotering: 19-12-1981 t/m 13-03-1982 | Hitnotering: 19-12-1981 t/m 13-03-1982 | Hitnotering: 19-12-1981 t/m 13-03-1982 | Hitnotering: 19-12-1981 t/m 13-03-1982 | Hitnotering: 19-12-1981 t/m 13-03-1982 | Hitnotering: 19-12-1981 t/m 13-03-1982 | Hitnotering: 19-12-1981 t/m 13-03-1982 | Hitnotering: 19-12-1981 t/m 13-03-1982 | Hitnotering: 19-12-1981 t/m 13-03-1982 | Hitnotering: 19-12-1981 t/m 13-03-1982 | Hitnotering: 19-12-1981 t/m 13-03-1982 |
| Week:                                  | 1                                      | 2                                      | 3                                      | 4                                      | 5                                      | 6                                      | 7                                      | 8                                      | 9                                      | 10                                     | 11                                     | 12                                     | 13                                     |                                        |
| -------------------------------------- | -------------------------------------- | -------------------------------------- | -------------------------------------- | -------------------------------------- | -------------------------------------- | -------------------------------------- | -------------------------------------- | -------------------------------------- | -------------------------------------- | -------------------------------------- | -------------------------------------- | -------------------------------------- | -------------------------------------- | -------------------------------------- |
| Positie:                               | 13                                     | 5                                      | 1                                      | 1                                      | 1                                      | 1                                      | 1                                      | 2                                      | 2                                      | 4                                      | 14                                     | 21                                     | 31                                     | uit                                    |

### TROS Top 50
Hitnotering: 17-12-1981 t/m 04-03-1982. Hoogste notering: #2 (3 weken).

### TROS Europarade
Hitnotering: 24-01-1982 t/m 28-02-1982. Hoogste notering: #13 (2 weken).

### Vlaamse Radio 2 Top 30
| Hitnotering: 23-01-1982 t/m 06-03-1982 | Hitnotering: 23-01-1982 t/m 06-03-1982 | Hitnotering: 23-01-1982 t/m 06-03-1982 | Hitnotering: 23-01-1982 t/m 06-03-1982 | Hitnotering: 23-01-1982 t/m 06-03-1982 | Hitnotering: 23-01-1982 t/m 06-03-1982 | Hitnotering: 23-01-1982 t/m 06-03-1982 | Hitnotering: 23-01-1982 t/m 06-03-1982 | Hitnotering: 23-01-1982 t/m 06-03-1982 |
| Week:                                  | 1                                      | 2                                      | 3                                      | 4                                      | 5                                      | 6                                      | 7                                      |                                        |
| -------------------------------------- | -------------------------------------- | -------------------------------------- | -------------------------------------- | -------------------------------------- | -------------------------------------- | -------------------------------------- | -------------------------------------- | -------------------------------------- |
| Positie:                               | 26                                     | 25                                     | 10                                     | 10                                     | 8                                      | 14                                     | 15                                     | uit                                    |

### NPO Radio 2 Top 2000
| Nummer met noteringen in de NPO Radio 2 Top 2000 | '99 | '00 | '01 | '02 | '03 | '04  | '05  | '06  | '07  | '08  | '09 | '10  | '11 | '12  | '13  | '14-'18 | '19  | '20  | '21  | '22 | '23  | '24  |
| ------------------------------------------------ | --- | --- | --- | --- | --- | ---- | ---- | ---- | ---- | ---- | --- | ---- | --- | ---- | ---- | ------- | ---- | ---- | ---- | --- | ---- | ---- |
| Je loog tegen mij                                | 703 | 886 | 922 | 906 | 901 | 1106 | 1197 | 1457 | 1721 | 1285 | -   | 1885 | -   | 1811 | 1833 | -       | 1870 | 1724 | 1898 | -   | 1937 | 1917 |

1. ↑  Een '-' betekent dat het nummer niet was genoteerd en een vetgedrukt getal geeft de hoogste notering aan.

## Je loog tegen mij 2012
In 2012 schreef Harry Slinger Je loog tegen mij 2012. Dit is een aangepaste versie van het oorspronkelijke nummer uit december 1981, met dezelfde melodie, maar een aangepaste tekst. Ditmaal bevatten de coupletten een aanklacht tegen de handelwijze van verzekeringsbedrijven tegenover gepensioneerde havenarbeiders. Het refrein bleef wel hetzelfde. De videoclip bij het nummer toont beelden van een haven, figuranten dragen doeken met de naam van verzekeraar AEGON. Het nummer is te downloaden via iTunes en verkrijgbaar op cd-single. De opbrengst gaat naar een actie-organisatie van de havenarbeiders.
Deze versie behaalde in Nederland géén noteringen in zowel de Nederlandse Top 40 op destijds Radio 538 als de publieke hitlijst; de Mega Top 50 op NPO 3FM. Wél behaalde de single een bescheiden 60e positie in de Single Top 100.

### Single Top 100
| Hitnotering: 16-06-2012 | Hitnotering: 16-06-2012 | Hitnotering: 16-06-2012 | Hitnotering: 16-06-2012 | Hitnotering: 16-06-2012 | Hitnotering: 16-06-2012 | Hitnotering: 16-06-2012 | Hitnotering: 16-06-2012 | Hitnotering: 16-06-2012 | Hitnotering: 16-06-2012 | Hitnotering: 16-06-2012 | Hitnotering: 16-06-2012 | Hitnotering: 16-06-2012 | Hitnotering: 16-06-2012 | Hitnotering: 16-06-2012 | Hitnotering: 16-06-2012 | Hitnotering: 16-06-2012 | Hitnotering: 16-06-2012 | Hitnotering: 16-06-2012 | Hitnotering: 16-06-2012 | Hitnotering: 16-06-2012 |
| Week:                   | 1                       | 2                       | 3                       | 4                       | 5                       | 6                       | 7                       | 8                       | 9                       | 10                      | 11                      | 12                      | 13                      | 14                      | 15                      | 16                      | 17                      | 18                      | 19                      | 20                      |
| ----------------------- | ----------------------- | ----------------------- | ----------------------- | ----------------------- | ----------------------- | ----------------------- | ----------------------- | ----------------------- | ----------------------- | ----------------------- | ----------------------- | ----------------------- | ----------------------- | ----------------------- | ----------------------- | ----------------------- | ----------------------- | ----------------------- | ----------------------- | ----------------------- |
| Positie:                | 60                      |                         |                         |                         |                         |                         |                         |                         |                         |                         |                         |                         |                         |                         |                         |                         |                         |                         |                         |                         |